# Brotherhood of Mutants
De Brotherhood of Mutants (het Broederschap der Mutanten), vroeger ook bekend als de Brotherhood of Evil Mutants, was een fictief team van superschurken uit de strips van Marvel Comics. De originele Brotherhood werd bedacht door Stan Lee en Jack Kirby.
Het team bestond geheel uit mutanten die zichzelf superieur achtten aan gewone mensen. De leden van de Brotherhood waren vrijwel altijd vaste vijanden van de X-Men, hoewel er zich zeldzame situaties hebben voorgedaan waarin de twee teams samenwerkten tegen een gezamenlijke vijand.
De samenstelling en de motieven van het team zijn sterk veranderd in de loop der jaren.

## Ideologie
Hoewel latere versies van de Brotherhood zichzelf promootten als een politieke en ideologische rivaal van Charles Xaviers droom van vrede tussen mensen en mutanten, was de originele Brotherhood slechts een klein maar sterk leger van mutanten onder leiding van Magneto om hem te helpen de wereld te veroveren. Maar sinds de originele Brotherhood werd opgegeven werden latere versies meer politiek georiënteerd, en waren erop gericht om met geweld een soort "mutantenrevolutie" tegen de mensheid te leiden.
Een van de grootste ironieën was het oude gebruik van het woord "Evil" (kwaadaardig/slecht) in de naam. Sinds 1990 hebben veel schrijvers geprobeerd een verklaring te geven voor dit woord. Zo lieten ze het karakter Toad een keer bekendmaken dat het woord Evil een ironische referentie was naar de algemene opvatting van veel mensen dat alle mutanten slecht zijn.
Latere schrijvers hebben het woord later laten vallen en refereerden gewoon naar de groep als "The Brotherhood".
Veel van de leden van de Brotherhood waren oude slachtoffers van anti-mutanten vooroordelen, wat de groep een thuishaven maakte voor veel mutanten die zich verschoppelingen of paria's voelden. Hoewel de meeste van deze mutanten vrijwillig de gewelddadige acties van de Brotherhood accepteerde, zijn ook sommige uiteindelijk bij het team weggegaan vanwege dit gedrag. Een goed voorbeeld hiervan zijn Scarlet Witch en Quicksilver.

## De verschillende Brotherhoods

### Versie één
De originele leider van het team was Magneto, een mutant met de gave om magnetische velden te beheersen. Deze Brotherhood was in feite puur een soort privéleger voor Magneto om hem te helpen bij het bevechten van de X-Men en het uitvoeren van zijn vele plannen voor wereldoverheersing. Magneto had maar weinig respect voor zijn volgelingen en gebruikte ook geweld tegen hen als een van de leden twijfelde aan Magneto's plannen.
De originele samenstelling van de Brotherhood was: Quicksilver, Scarlet Witch, Toad, en Mastermind. Andere leden, die vaak maar in één verhaal voorkwamen, waren de Blob en Namor the Sub-Mariner.
Deze groep vocht vaak tegen de X-Men en later, toen Quicksilver en Scarlet Witch overliepen naar de Avengers, ook vaak tegen de Avengers in een poging van Magneto om de twee terug te halen naar zijn kant.
Veel van deze oudere Brotherhood verhalen zijn niet erg geliefd onder fans van het karakter Magneto, omdat Magneto erin wordt neergezet als een wrede slechterik die puur de wereld wil overheersen en zijn mede Brotherhood leden als niets anders dan pionnen beschouwd om dat te bereiken. Latere Magneto verhalen gingen dieper op zijn karakter in.

### Versie Twee
De gedaanteverwisselende mutant Mystique organiseerde de tweede versie van de Brotherhood. In tegenstelling tot Magneto's groep was deze groep niet uit op wereldoverheersing. In plaats daarvan opereerde Mystiques Brotherhood als een politiek huurmoordenaarteam, met vooral politieke mutantenhaters als doelwit. De originele leden van deze groep waren Pyro, Blob, Avalanche en Destiny.
De groep verscheen voor het eerst in Uncanny X-Men #141-142. Hun eerste slachtoffer in deze twee strips was Senator Robert Kelly. De aanslag werd voorkomen door de X-Men, die waren gewaarschuwd door een toekomstige versie van hun nieuwste lid Shadowcat. Die informeerde hen dat de aanslag juist zou leiden tot een voor mutanten catastrofale toekomst waarin de mutanten bijna geheel zouden worden uitgeroeid. Op Mystique na werd de gehele groep gearresteerd.
De Brotherhoodleden werden bevrijd door Rogue, die net daarvoor de krachten van de superheld Ms. Marvel had geabsorbeerd. Ze vocht geruime tijd met hen mee, totdat de verschillende persoonlijkheden die ze geabsorbeerd had te veel voor haar werden en ze naar de X-Men ging voor hulp. Dit wakkerde Mystiques haat tegen de X-Men alleen maar verder aan.
De toenemende protesten tegen mutanten leidde ertoe dat Mystique haar Brotherhood een overeenkomst liet sluiten met de Amerikaanse overheid. In ruil voor vergiffenis voor hun oude misdaden, zouden de leden de overheid hun diensten aanbieden. De Brotherhood kreeg daarop de naam Freedom Force. Ook kreeg de groep een aantal nieuwe leden, zoals Spiral, Stonewall, Crimson Commando en Super Sabre.
Uiteindelijk ging ook deze versie van de Brotherhood ten onder. Destiny, Super Sabre en Stonewall werden vermoord, Spiral keerde zich tegen Mystique. Ook Mystique leek om te komen. Ten slotte verraadde Avalanche Blob en Pyro.

### Versie drie
Toad organiseerde de derde Brotherhood. Zijn team bestond uit Blob, Pryo, een vrouw genaamd Phantazia (met de gave machines en superkrachten te verstoren) en de mensachtige pterodactyl Sauron, hoewel hij geen mutant was. De groep verscheen voor het eerst in X-Force #5, en vocht vooral tegen X-Force en X-Factor, maar nooit de X-Men zelf.
Dit team viel uit elkaar toen bleek dat Pyro het dodelijke Legacy Virus had, en Toad weer slachtoffer werd van zijn mentale problemen.

### Versie vier
De mutant Havok werd korte tijd leider van een team genaamd de Brotherhood nadat hij onder de controle was geweest van Dark Beast. De groep bestond uit hemzelf, Dark Beast, Fatale, Nate Grey en Aurora.
Deze groep had niet echt een verhaallijn of veel activiteiten. En ondanks dat de schrijvers van de strip lieten doorschemeren dat Havok echt slecht was geworden, bleek hij later maar te doen alsof om dichter bij Dark Beast te komen zodat hij hem naar de rechter kon brengen.

### Versie vijf
De vijfde Brotherhood bestond uit de nieuwe leden Mimic, Post en de oude leden Blob en Toad. Ze hielpen de X-Men in hun gevecht tegen Professor X' machine Cerebro, die een eigen wil had gekregen en alle mutanten op Aarde wou vangen. Deze versie van de Brotherhood is het minst geliefd onder fans, en wordt ook gezien als de zwakste versie. De groep viel uiteen toen de High Evolutionary tijdelijk alle mutanten op Aarde machteloos maakte.

### Versie zes
De zesde versie van de Brotherhood werd wederom geleid door Mystique, hoewel dit pas enkele maanden na hun eerste verschijning bekend werd gemaakt. Ze stelde haar team samen uit leden van vrijwel elke vorige samenstelling, met Sabretooth als extra lid. Ook deze groep deed een poging Senator Robert Kelly, die op dat moment zich verkiesbaar stelde voor de presidentsverkiezingen, te vermoorden.
Echter, toen Pyro langzaam stierf aan de gevolgen van het Legacy Virus keerde hij zich tegen zijn teamgenoten en vermoordde Post. Hiermee voorkwam hij de aanslag op Senator Kelly, waarna alle Brotherhoodleden werden gearresteerd. Dit alles werkte echter perfect volgens Mystiques plan. Want Pyro's opoffering gaf Senator Kelly de moed om openlijk bekend te maken dat hij niet langer tegen mutanten was, waarna een lid van een groep mutantenhaters uit woedde Kelly vermoordde.

### Versie zeven
Kort hierop begon Marvel met het uitgeven van een stripserie rondom de Brotherhood, waarin een grote groep mutantenterroristen de hoofdrol speelde. Deze groep had niets te maken met alle voorgaande versies. Het team werd opgericht door de drie mutanten genaamd Hoffman, Orwell en Marshal. Marshal verliet de groep al snel en werd een overheidsagent.
De serie werd na negen delen beëindigd. Op dat moment waren de meeste leden van de groep al vermoord door de strijd tussen Marshal en Hoffman, of in andere gevechten.

### Versie acht
De Brotherhood keerde wederom terug in Uncanny X-Men #401-407, met als nieuwe leden Fever Pitch en Martinique Jason, alias Mastermind II. Deze Brotherhood infiltreerde in het X-Corps team, dat was opgericht door de mutant Banshee en voormalige Brotherhoodleden Blob en Avalanche. De groep plande een aanval op Parijs, de thuisstad van X-Corps, als begin van een mutantenrevolutie.

### Versie Negen
Nadat zijn natie Genosha was verwoest, stelde Magneto weer opnieuw een Broterhood samen. Magneto vluchtte naar China, waar hij zich tijdelijk voordeed als de mutant Xorn. De X-Men kwamen later naar China om Xorn te bevrijden van John Sublime en de U-men, niet wetend dat dit in werkelijkheid Magneto was. Zo infiltreerde hij een tijdje in Xaviers school. Hier won hij het vertrouwen van enkele mutanten.
Uiteindelijk onthulde Magneto zichzelf en viel Xavier aan met zijn nieuwe Brotherhood, en verbrandde de school. Toen Magneto, onder invloed van de drug "Kick" de aanval opende op New York om eigenhandig alle mensen te vermoorden keerden veel van de jonge mutanten in zijn Brotherhood zich tegen hem. Het bleek dat de drug Kick in werkelijkheid de ware vorm was van John Sublime, die zo Magneto's lichaam overnam en hem al deze wandaden liet uitvoeren.

### Versie Tien
De tot nu toe laatste versie van de Brotherhood verscheen in de "Heroes and Villains" verhaallijn. Dit team werd geleid door de mutant Exodus. De groep bestond uit Avalanche, Sabretooth, Black Tom Cassidy, Mammomax, Nocturne (die in werkelijkheid spioneerde voor de X-Men) en Juggernaut. Nadat Black Tom Juggernauts vriend Sammy vermoordde, probeerde Juggernaut de Brotherhood te vernietigen.
Na Juggernaut en Nocture bewusteloos te hebben geslagen opende Exodus de aanval op Xaviers school. Uiteindelijk zoog de tweede Xorn de gehele groep op in het zwarte gat in zijn hoofd en stuurde ze naar de Mojowereld.

### Versie Elf
In de nieuwe serie Young X-Men zal een nieuwe incarnatie van de Brotherhood verschijnen.

## In Ultimate Marvel
In het Ultimate X-Men universum komt ook een Brotherhood of Mutants voor, maar onder de naam Broterhood of Mutant Supremacy. Deze Brotherhood is een veel grotere organisatie dan die uit de standaard Marvel strips.

## In andere media

### Televisie
- De Brotherhood maakte hun tv debuut in de serie Spider-Man and His Amazing Friends, in de aflevering The Prison Plot. Dit team onder leiding van Magneto bestond uit Toad, Blob en Mastermind.

- De Brotherhood verscheen in de aflevering Pryde of the X-Men, maar werd in deze aflevering "The Brotherhood of Mutant Terrorists" genoemd. Deze Brotherhood bestond uit Magneto, Toad, Blob, Pyro, Juggernaut, en Emma Frost.

- De Brotherhood was een vaste tegenstander van de X-Men in de serie X-Men: animatieserie. Deze Brotherhood bestond toen uit de Blob, Avalanche, Pyro en werd geleid door Mystique. In deze serie maakte Rogue even deel uit deze versie van de Brotherhood of Mutants, maar stapte daarna over naar de X-Men. De "Brotherhood of Evil Mutants" werd in eerste instantie gefinancierd door de Apocalypse, maar enkel Mystique was daar op de hoogte. Een grote afwezige in deze animatieserie was de jarenlange lesbische geliefde van Mysthique Destiny. Daardoor moesten er grote veranderingen worden aangebracht bij de adaptatie van het verhaallijn "Days of Future Past", waarin de Brotherhood presidentskandidaat senator Robert Kelly probeert te vermoorden.

- In de animatieserie X-Men: Evolution verscheen ook een groep genaamd de Brotherhood, maar dit was meer een groep van problemenzoekende tieners dan een terroristengroep. Deze Brotherhood bestond vooral uit tienermutanten bij elkaar gebracht door Mystique en bestond uit tienerversies van Avalanche, Blob, Toad en Quicksilver. Nadat zowel Mystique als Magneto een tijdje verdwenen werd deze Brotherhood steeds minder een bedreiging voor de X-Men. Ook Scarlet Witch sloot zich bij hen aan.

### Biografie in de Films
In de drie X-Men films komen ook versies van de Brotherhood voor.
- In X-Men bestaat de groep uit Magneto, Mystique, Toad en Sabretooth.

- In X2 was het team ingekort tot enkel Magneto en Mystique. Maar aan het eind van de film sloot voormalig X-Men Pyro zich bij Magneto aan. Ze werkten samen met de X-Men om Stryker tegen te houden om al de Mutanten te vermoorden

- In X-Men: The Last Stand wordt de Brotherhood flink uitgebreid wanneer Magneto een team samenstelt voor de aanval op Alcatraz, waar het medicijn tegen mutatie wordt gemaakt. Onder de nieuwe leden zijn onder andere Juggernaut, Callisto, Psylocke, Arclight, Multiple Man, Quill, Spyke, Phat en Jean Grey als de Phoenix. Ze maakten een oorlog om het middel te vernietigen.

Vermoord
- Dark Phoenix,  door Wolverine
- De Omega's
  - Callisto, door Storm
  - Quill, door Dark Phoenix
  - Arclight, door Dark Phoenix
  - Psylocke, door Dark Phoenix
- Spike, door Wolverine
- Phat, door Iceman en Colossus

Geen krachten meer
- Magneto
- Mystique
- Glob Herman
- Anole
- Vanisher

Gearresteerd
- Multiple Man

Onbekend
- Toad
- Sabretooth
- Pyro
- Juggernaut